# 蓝背八色鸫
蓝背八色鸫（学名：Hydrornis soror），是八色鸫科蓝八色鸫属的一种，分布于越南、泰国、老挝、中国大陆和柬埔寨。该物种的保护状况被评为无危。
蓝背八色鸫的平均体重约为111.0克。栖息地包括亚热带或热带的湿润低地林、亚热带或热带的旱林和亚热带或热带的湿润山地林，多栖息于热带常绿阔叶林中以及在林下荫湿处活动。该物种的模式产地在越南西贡。

## 亚种
- 蓝背八色鸫海南亚种（学名：Hydrornis soror douglasi），是中国的特有物种。分布于海南等地。该物种的模式产地在海南岛。[3]
- 蓝背八色鸫广西亚种（学名：Hydrornis soror tonkinensis）。分布于越南以及中国大陆的广西、云南等地。该物种的模式产地在越南河内东北部。[4]